# Anomala melanogastra
Anomala melanogastra är en skalbaggsart som beskrevs av Ohaus 1913. Anomala melanogastra ingår i släktet Anomala och familjen Rutelidae. Inga underarter finns listade i Catalogue of Life.